# Verfassungsreferendum in Niger 1992
Das Verfassungsreferendum in Niger 1992 fand am 26. Dezember 1992 statt. Die Wahlberechtigten Nigers stimmten mehrheitlich für eine Annahme der Verfassung der Dritten Republik.

## Hintergrund
Die Verfassung der Dritten Republik wurde ab 1991 von einer Nationalkonferenz ausgearbeitet, der Mitglieder verschiedener politischer und zivilgesellschaftlicher Organisationen angehörten. Sie sollte die Präsidialrepublik unter Ali Saibou durch ein semipräsidentielles Regierungssystem und das Einparteiensystem der Nationalen Bewegung der Entwicklungsgesellschaft durch ein Mehrparteiensystem ersetzen. Außerdem sollte sie den letzten verbliebenen Einfluss der Streitkräfte Nigers auf die politische Landschaft ausschalten.

## Ergebnis
Von 3.900.881 registrierten Wählern gingen 2.207.220 zu den Urnen. Dies entspricht einer Wahlbeteiligung von 56,6 %. Von den abgegebenen Stimmzetteln wurden 2.166.920 als gültig und 40.300 als ungültig gewertet.
|      | Stimmen   | Anteil  |
| ---- | --------- | ------- |
| Ja   | 1.945.653 | 89,79 % |
| Nein | 221.267   | 10,21 % |

Die Wahl galt als frei. Allerdings wurde beobachtet, dass in manchen Fällen Männer für ihre Ehefrauen Stimmen abgaben.

## Folgen
Die Verfassung der Dritten Republik trat am 22. Januar 1993 in Kraft. Bei den kurz danach abgehaltenen Parlaments- und Präsidentschaftswahlen gingen die ehemalige Einheitspartei Nationale Bewegung der Entwicklungsgesellschaft und deren Präsidentschaftskandidat Mamadou Tandja als Wahlverlierer hervor.